# Wim Suurbier
Wilhelmus Suurbier, dit Wim Suurbier, né le 16 janvier 1945 à Eindhoven (Brabant-Septentrional) et mort le 12 juillet 2020 à Amsterdam (Hollande-du-Nord), est un footballeur international néerlandais. Il fait partie du Club van 100 de l'Ajax Amsterdam.

## Biographie

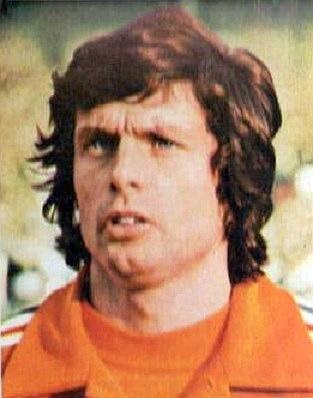
Wim Suurbier en 1974.

Wim Suurbier joue à l'Ajax Amsterdam (Pays-Bas) où il gagne à trois reprises la Coupe d'Europe des clubs champions en 1971, 1972, 1973.
En 1974 puis en 1978, il dispute les finales de la Coupe du monde avec les Pays-Bas.
Arrière-droit en début de carrière, il évolue ensuite au poste de libéro à Schalke 04 puis en 1979 au FC Metz.
Wim Suurbier meurt le 12 juillet 2020 à Amsterdam. Il avait été hospitalisé en mai à la suite d'une hémorragie cérébrale,.
Il est le troisième joueur de l'équipe finaliste de 1974 à décéder après Johan Cruyff (en 2016) et Rob Rensenbrink (également en 2020).

## Palmarès

### En club
- Vainqueur de la Coupe Intercontinentale en 1972 avec l'Ajax Amsterdam
- Vainqueur de la Supercoupe d'Europe en 1972 et en 1973 avec l'Ajax Amsterdam
- Vainqueur de la Coupe d'Europe des Clubs Champions en 1971, en 1972 et en 1973 avec l'Ajax Amsterdam
- Champion des Pays-Bas en 1966, en 1967, en 1968, en 1970, en 1972, en 1973 et en 1977 avec l'Ajax Amsterdam
- Vainqueur de la Coupe des Pays-Bas en 1967, 1970, en 1971 et en 1972 avec l'Ajax Amsterdam
- Finaliste de la Coupe d'Europe des Clubs Champions en 1969 avec l'Ajax Amsterdam
- Vice-champion des Pays-Bas en 1969 et en 1971 avec l'Ajax Amsterdam
- Finaliste de la Coupe des Pays-Bas en 1968 avec l'Ajax Amsterdam

### En équipe des Pays-Bas
- 60 sélections et 3 buts entre 1966 et 1978
- Participation à la Coupe du Monde en 1974 (finaliste) et en 1978 (finaliste)
- Participation au Championnat d'Europe des Nations en 1976 (3e)

### Source
- Marc Barreaud, Dictionnaire des footballeurs étrangers du championnat professionnel français (1932-1997), l'Harmattan, 1997.